# Hydroaéroplane Caudron-Fabre
L'hydroaéroplane Caudron-Fabre était un hydravion amphibie français qui a participé concours d'hydravions de Monaco en 1912 où il s'est classé 5e. Il a été l'un des premiers véritables amphibies, capable de décoller de l'eau et d'atterrir sur la terre ferme.